# Face Off (Bow Wow e Omarion)
Face Off è un album realizzato in collaborazione dal rapper Bow Wow e dal cantante R&B Omarion. L'album è stato pubblicato l'11 dicembre 2007 dalla Columbia Records negli Stati Uniti.

## Tracce
1. Face Off – 2:10
2. Hoodstar – 3:17
3. Girlfriend – 4:44
4. Hey Baby (Jump Off) – 3:08
5. He Ain't Gotta Know – 3:56
6. Bachelor Pad – 3:19
7. Listen – 4:57
8. Can't Get Tired of Me – 4:10
9. Number Ones – 2:52
10. Baby Girl – 3:57
11. Take Off Your Clothes – 3:31
12. Another Girl – 3:25

Deluxe Edition
1. Lights, Camera, Action – 3:23
2. Let Me Hold You – 4:08
3. Girlfriend (Zetton Remix) – 4:16
4. Girlfriend (DJ A-Kay Remix) – 4:45
5. Girlfriend (318 Remix) – 5:08